# Maffei 1
Maffei 1 е елиптична галактика в съзвездието Касиопея. Това е най-близката до Млечния път гигантска елиптична галактика. По-рано се е смятало, че галактиката е член на местна група, но след това става известно, че тя принадлежи към групата IC 342/Maffei. Галактиката е наречена в чест на Паоло Мафеи, който я открива през 1968 г., както и съседната галактика Maffei 2. Възможно е Maffei 1 да има два спътника (MB1 и MB2).
Maffei 1 се намира в централната плоскост на Млечния път и поради този факт наблюденията ѝ са затруднени – поради голямото количество звезди и прах. По-рано за галактиката се е смятало, че е емисионна мъглявина или област H II. Ако не е закрита от плоскостта на Млечния път, Maffei 1 би била една от най-ярките галактики в небето.